# مايك نيل
مايك نيل (بالإنجليزية: Mike Neal)‏ هو لاعب كرة قدم أمريكية أمريكي، ولد في 26 يونيو 1987 في ميريلفيل في الولايات المتحدة.

## وصلات خارجية
- مايك نيل على موقع إي إس بي إن.كوم (أن.أف.أل)3
- مايك نيل على موقع مرجع كرة القدم المحترفة.كوم (الإنجليزية)